# Nyampoma
Nyampoma är ett vattendrag i Burundi.   Det ligger i provinsen Cibitoke, i den nordvästra delen av landet, 50 km norr om huvudstaden Bujumbura.
Omgivningarna runt Nyampoma är en mosaik av jordbruksmark och naturlig växtlighet. Runt Nyampoma är det tätbefolkat, med 276 invånare per kvadratkilometer.